# チドリノキ
チドリノキ（千鳥の木、学名: Acer carpinifolium）はムクロジ科カエデ属の落葉小高木ないし落葉高木。日本固有種で、山地の沢沿いなどに生える。雌雄異種。別名、ヤマシバカエデ。

## 名称
和名「チドリノキ」は、実に翼があり、その形を千鳥（ちどり）が飛ぶ様子に見立てて名付けられたものである。別名で「ヤマシバカエデ」ともよばれる。

## 分布と生育環境
日本固有種。本州の岩手県以南、四国および九州に分布し、温帯の山地の沢沿いに生育する。山形県以北の日本海側にはなく、北陸地方には少ない。

## 特徴
落葉広葉樹の小高木から高木で、樹高は8 - 10メートル (m) になる。樹皮は黒赤色、あるいは暗灰色で滑らかである。一年枝は、灰褐色や紫褐色をしている。
葉は花がつく枝に1対、花のつかない枝に1 - 5対、対生する。葉身は、長さ8 - 13センチメートル (cm) 、幅2.5 - 5.5 cmの卵状長楕円形で、先端は尾状に鋭くとがり、基部は浅心形から円形になり、葉縁は大小の二重鋸歯になる。若葉の表面の葉脈上と裏面全体に伏軟毛があるが、成葉では裏面の葉脈上だけに残る。側脈は平行して18 - 25対あり、カバノキ科のサワシバやクマシデの葉に似る。葉柄は長さ0.5 - 2 cmあり、花時には軟毛がある。秋に紅葉し、黄色に染まってから次第に褐色を帯びる。秋に紅葉した後は、そのまま落葉せずに枯れ葉をつけたまま越冬することが多い。
花期は4 - 5月ごろ。雌雄異種。長さ5 - 10 cmの総状花序を有花枝の先端から下垂させる。花は淡緑色で4数性。雄花序は花が15個内外つき、花柄は長さ5 - 10ミリメートル (mm) 、萼片は4個まれに5個で、長さ3.5 - 7 mmになる楕円形、雄花に花弁はなく、雄蕊は4 - 10個で萼片より短い。雌花序は花が3 - 7個つき、花柄は長さ1 - 3 cm、萼片は長さ4 - 7 mm、花弁は萼片とほぼ同長、退化雄蕊は長さ1.5 mm、萼片より短い。子房には全体に白色の長軟毛があり、花柱は長さ3 mmで2裂し、花後6 - 8 mmに伸びる。
果期は8 - 9月。果実は翼果で、分果の長さは2.5 - 3 cmになり、翼果はほぼ直角から鈍角に開く。
冬芽は長さ5 - 10 mmになる卵形の鱗芽で、先端はとがり、紫紅色をしている。鱗片（芽鱗）は8 - 12対あり、瓦重ね状に並び、基部に毛があって、芽鱗の縁は色が淡い。枝先に仮頂芽を2個、ときに1個つけ、側芽は枝に対生する。葉痕はV字形やU字形で上に毛があり、維管束痕が3個つく。鱗片葉は長さ6 - 7 cmになるへら形で、赤みを帯び、葉が展開した後落ちる。
カバノキ科のサワシバ（学名: Carpinus cordata var. cordata）と葉が似ているが、チドリノキは冬でもよく残り、樹皮が滑らかで、冬芽が対生するので見分けられる。
- 葉の芽だし
- 雌花序
- 若い翼果
- 雄花序
- 紅葉

## 利用
材は、装飾用の建築材や器具材、薪炭として利用される。また、庭木として植栽される。

## 下位分類
- オオバチドリノキ Acer carpinifolium Siebold et Zucc. f. magnificum Sugim.  - 葉が大きく、葉身の長さ20cmになるもの。オオバヤマシバカエデともいう。